# 霍布桑德
霍布桑德（英語：Hobe Sound）是位於美國佛羅里達州馬丁縣的一個人口普查指定地區。

## 地理
霍布桑德的座標為27°04′00″N 80°08′00″W / 27.06667°N 80.13333°W，而該地最高點為海拔高度6米（即20英尺）。

## 人口
根據2010年美國人口普查的數據，霍布桑德的面積為14.80平方千米，當中陸地面積為14.10平方千米，而水域面積為0.70平方千米。當地共有人口11521人，而人口密度為每平方千米778人。